# Jak jsme putovali za dobrodružstvím
Jak jsme putovali za dobrodružstvím je kniha pro děti od Vojtěcha Steklače. Je jednou ze série knih, které vyprávějí o partě kluků z pražských Holešovic. Kniha vyšla v r. 1991.
Kniha obsahuje pět povídek o Boříkovi a jeho kamarádech Čendovi, Mirkovi a Alešovi. Nejdelší z nich vypráví, jak se kluci z konečné tramvaje vypraví do přírody, kde potkávají různé podivné lidi – vzteklého dědu s lukem, jemuž chtěli ukrást pár třešní a on je za trest nutí krást u souseda, sebevraha na kolejích nebo rybáře.
Kniha je druhou sbírkou povídek o holešovické partě, vydaných v sešitovém vydání v nakladatelství Fénix – po titulu Jak jsme udělali ohňostroj. Následovat měly ještě dva sešity Pod pirátskou vlajkou a Jak jsme dělali průvodce cizinců, které však už nevyšly.